# Aoplus torpidus
Aoplus torpidus là một loài tò vò trong họ Ichneumonidae.